# Vista House

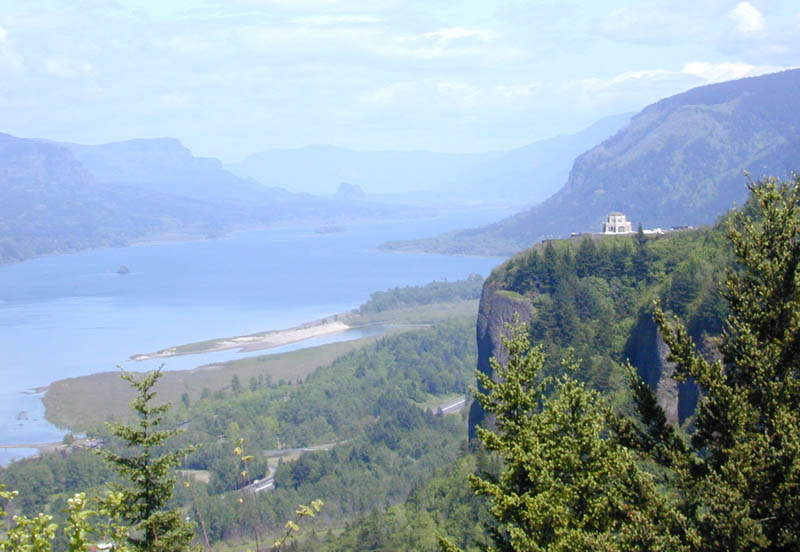
Columbia River Gorge mit dem Vista House auf dem Crown Point

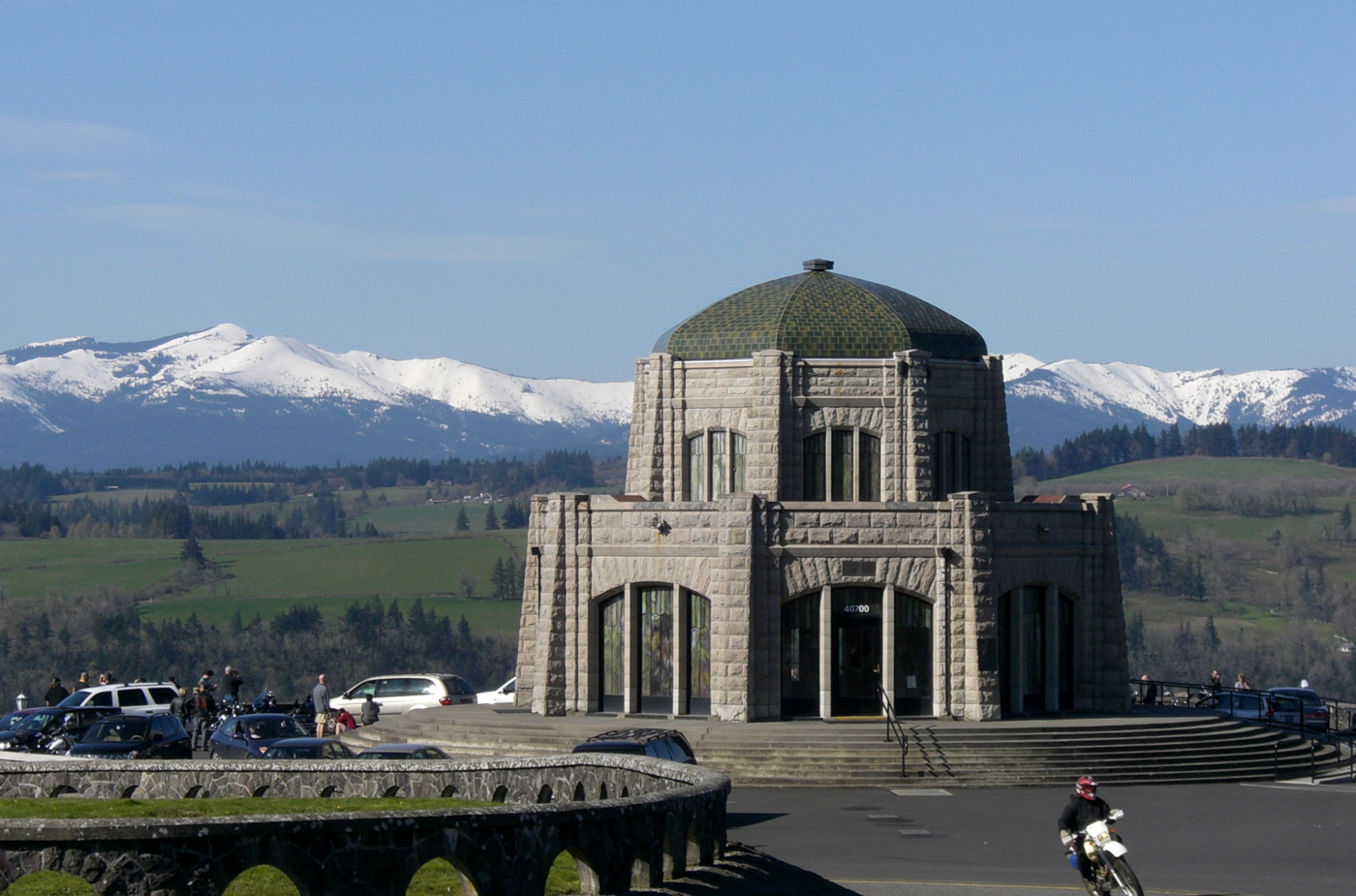
Vista House nach der Renovierung

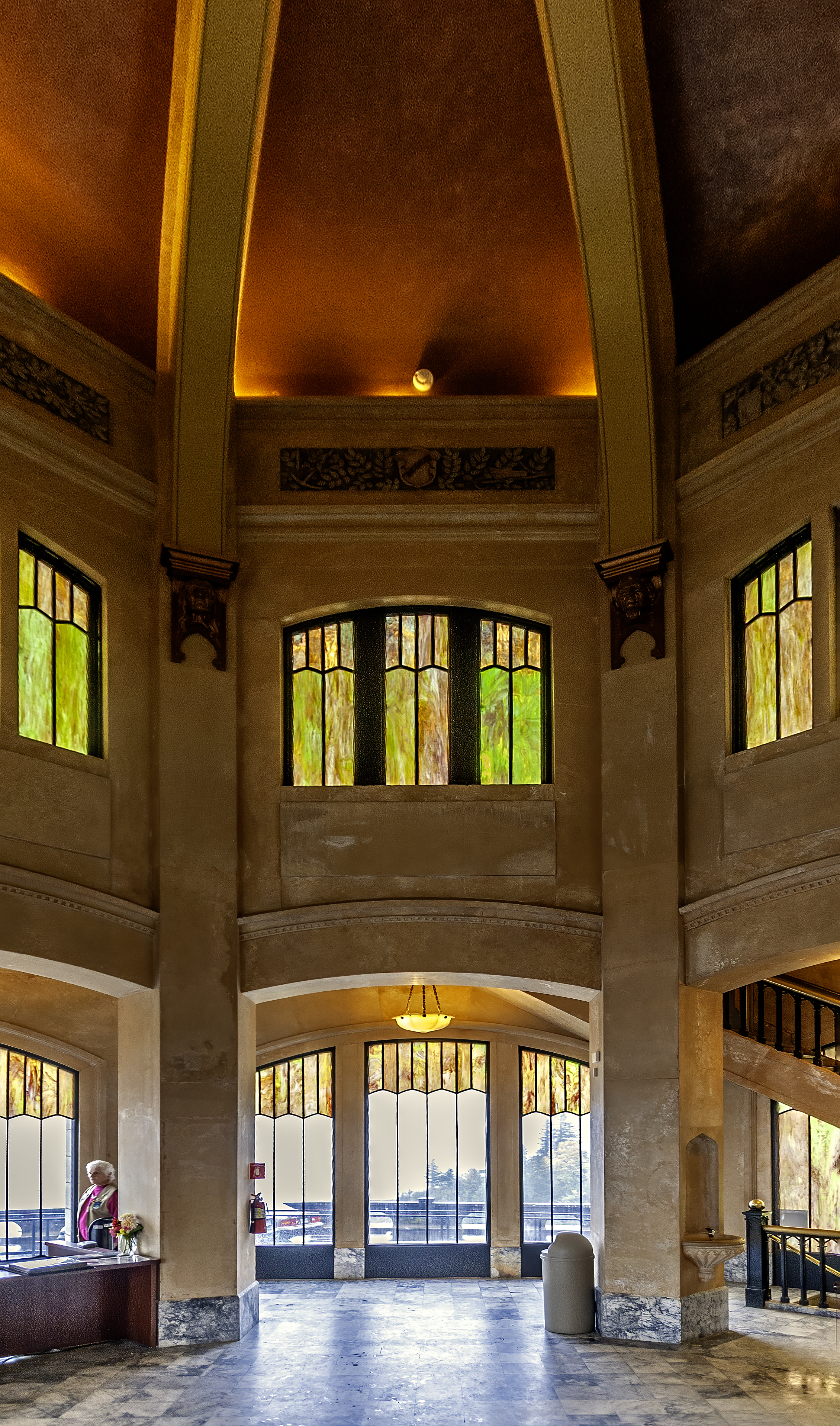
Innenansicht

Vista House ist ein historisches Rasthaus an einem als Crown Point bekannten Aussichtspunkt am Historic Columbia River Highway. Es liegt hoch über dem westlichen Ende der Schlucht Columbia River Gorge im Durchbruchstal des Columbia Rivers durch die Kaskadenkette und bildet heute den Kern des 124 ha großen State Park Crown Point State Scenic Corridor im Multnomah County, Oregon.

## Geschichte
Als zu Beginn des 20. Jahrhunderts der Columbia River Highway als erste ausgebaute Straße entlang der Schlucht gebaut wurde, erkannte Bauleiter Samuel Lancaster, dass die ursprünglich Thor’s Heights genannte, 225 m hohe Klippe ein idealer Ort für einen Aussichtspunkt und Rastplatz wäre. 1916 begann der ausschließlich aus Spenden finanzierte Bau des Vista House auf der Spitze des Berges nach einem Entwurf des Architekten Edgar M. Lazarus im Stile der damaligen „modernen deutschen Architektur“, dem Jugendstil. Das Gebäude wurde am 5. Mai 1918 als Rastplatz und zum Gedenken an die Pioniere Oregons eingeweiht. 1938 übergaben das Multnomah County und die Stadt Portland das Gebäude an den Staat Oregon, der es als State Park einstufte. Seit 1974 ist es im National Register of Historic Places eingetragen. Seit 1987 unterstützt der gemeinnützige Verein Friends of the Vista House den Erhalt und die Nutzung des Gebäudes. Nachdem jahrelang nur die Toiletten des Gebäudes zugänglich waren, wurde es 2005 umfassend restauriert und wieder geöffnet.

## Anlage
Das von außen mit dunklem Sandstein verkleidete oktogonale Gebäude hat 13 Meter Durchmesser. Seine mit grünen Fliesen bedeckte Kuppel ist fast 17 m hoch. Innen ist es mit Tokeen-Marmor aus Alaska und verschiedenen Holztäfelungen ausgestattet, auf denen Schnitzereien zur Geschichte Oregons zu sehen sind.  Es beherbergt nun ein Museum mit einer Ausstellung über Sehenswürdigkeiten in der Columbia River Gorge, einen Souvenirladen und ein Café. 
Aussichtspunkt und State Scenic Corridor bieten Wander- und Spazierwege am oberen Rand der Schlucht mit einem Panoramablick auf die Columbia River Gorge bis zum Beacon Rock. Am Fuß der Klippe befindet sich der Rooster Rock State Park.

## Crown Point
Der Crown Point liegt auf einem  225 m hohen Felsen aus Wanapum Basalt und stammt aus einem vor etwa 14 Millionen Jahren fließenden Lavastrom, der ein urgeschichtliches Flusstal des Columbia River ausfüllte. Durch die eiszeitlichen Missoula-Fluten, die sogar die Felsspitze überspülten, wurden weichere Gesteinsschichten erodiert, so dass der Felsen heute als steile Klippe erscheint. Die Klippe wurde ursprünglich Thor’s Heights genannt und wurde 1971 als National Natural Landmark anerkannt.